# ビクター・チャ
ビクター・チャ（Victor Cha、1961年10月27日 - ）は、アメリカ合衆国の国際政治学者、北朝鮮専門家。 韓国名は차유덕（車維德、チャ・ユドク）。 

## 経歴
両親はアメリカに留学していた際に出会った韓国人同士。ビクター・チャ本人はアメリカで生まれ育った韓国系アメリカ人であり、母国語は英語。1994年にコロンビア大学で博士号を取得。
2004年から2007年までアメリカ国家安全保障会議アジア部長を務めた。ドナルド・トランプ政権下で駐韓アメリカ大使に決定し韓国政府の同意（アグレマン）を得る手続きも完了していたが取り消された。トランプ政権が検討する北朝鮮への限定攻撃への反対表明などが理由という。